# Epicauta alastor
Epicauta alastor är en skalbaggsart som beskrevs av Henry Skinner 1904. Epicauta alastor ingår i släktet Epicauta och familjen oljebaggar. Inga underarter finns listade i Catalogue of Life.